# BuEV Danzig
BuEV Danzig was een Duitse voetbalclub uit de stad Danzig, dat na de Tweede Wereldoorlog door Polen werd ingelijfd en nu Gdańsk heet.

## Geschiedenis
De club werd op 18 april 1903 als Fußballclub Danzig opgericht. Twee jaar later werd de naam BuEV aangenomen nadat het sportaanbod zich uitgebreid had. Vanaf 1907/08 speelde de club in de West-Pruisische competitie. De club werd kampioen nadat ze Elbinger FC 05 versloegen en plaatste zich zo voor de allereerste finale om de titel van de Baltische voetbalbond en verloor daar zwaar met 0-9 van VfB Königsberg. Het volgende seizoen stond de club opnieuw in de finale en kon dit keer de schade tegen Königsberg beperken tot 0-1. In 1910 was SV Prussia Samland Königsberg te sterk (1-2). In 1911 plaatste de club zich niet voor de eindronde. Dat jaar werd stadsrivaal SV Ostmark Danzig kampioen. 
In 1912 werd de club eindelijk kampioen van de Baltische bond na ruime zeges tegen Viktoria Stolp en SV 1910 Allenstein in de voorrondes en een 3-2-overwinning tegen VfB Königsberg. Hierdoor mocht BuEV deelnemen aan de eindronde om de Duitse landstitel, waarin de club met 0-7 van Berliner TuFC Viktoria 89 verloor. In 1913 werd nog de vicetitel bereikt, in de finale verloor Danzig met 1-7 van Prussia-Samland. In 1914 eindigde de club samen met Ostmark Danzig eerste, maar won toch de titel via een beslissende wedstrijd. De eindronde werd nu in groepsfase gespeeld en de club verloor beide wedstrijden tegen Prussia-Samland en Titania Stettin.
In 1916 nam de club de naam VfL Danzig aan. In 1920 won de club de titel van Danzig-West-Pruisen in de finale tegen Viktoria Elbing, maar in de Baltische eindronde moest de club het afleggen tegen Titania Stettin. De volgende jaren kreeg de club vooral zware concurrentie van stadsrivaal Preußen Danzig. In 1926 werd de club nog eens kampioen en ging naar de Baltische eindronde, maar werd daar zesde en laatste. Na dit seizoen fuseerde de club met Danziger Hockeyclub en nam zo terug de oude naam BuEV aan. De volgende jaren eindigde de club in de middenmoot. In 1929 werd de competitie ondergebracht in de Grensmarkse competitie. De stadsliga bleef wel bestaan, maar er kwam nu dus een tussenronde voor de Baltische eindronde. BuEV werd kampioen, maar in de Grensmarkse eindronde werden ze derde. 
In 1932/33 plaatste de club zich een laatste keer voor de Baltische eindronde, maar werd vierde en laatste. Na de machtswisseling in 1933 werden alle overkoepelende voetbalbonden ontbonden en werd de Gauliga ingevoerd als hoogste klasse. BuEV speelde in de Gauliga Ostpreußen.
Na twee middelmatige seizoenen werden de clubs uit de Gauliga en de Bezirksklasse samen gevoegd en was de Bezirksklasse de voorronde van de Gauliga, waarvan de top twee zich kwalificeerde voor de eigenlijke Gauliga. De club plaatste zich hiervoor in 1936 en werd dan tweede in zijn groep achter Prussia-Samland. Door deze prestatie plaatste de club zich voor de eerste ronde van de Tschammerpokal en verloor daar met 2-3 van Hertha BSC Berlin. Nadat de club zich het volgende seizoen net niet plaatste werd de club in 1937/38 groepswinnaar met 11 overwinningen uit 12 wedstrijden. In de tweede ronde won de club alle zes de wedstrijden en speelde de finale om de titel tegen Yorck Boyen Insterburg en verloor deze met 0-2 en 1-1.
Na dit seizoen werd de Gauliga terug herleid naar één reeks met tien clubs. In 1940 werd nog de 1/8ste finale van de Tschammerpokal bereikt waarin het met 1-5 van VfB Königsberg verloor. Nadat West-Pruisen geannexeerd werd van Polen werd de Gauliga Danzig-Westpreußen opgericht en verkaste de club naar deze liga. De club speelde vier seizoenen in de middenmoot. Het laatste seizoen werd om oorlogsredenen niet afgemaakt.
Nadat de Russische troepen in maart 1945 Danzig veroverden en bij Polen voegden werd de club opgeheven.

## Erelijst
Baltisch kampioen
1912
Kampioen van West-Pruisen
1908, 1909, 1910, 1914, 1920
Kampioen Danzig
1912, 1913